# Сива насекомоядна чинка
Сивата насекомоядна чинка (Certhidea fusca) е вид птица от семейство Тангарови (Thraupidae). Тя е една от чинките на Дарвин.

## Разпространение и местообитание
Тя е ендемичен за Галапагоските острови птица.
Този вид е тясно свързан със Зелената насекомоядна чинка, но и двата вида се различават по външен вид, разпространение, местообитание и песен. Сивата насекомоядна чинка обитава храсти и сухите гори на малки сухи острови.
Нейните естествени местообитания са субтропичните или тропическите сухи гори, субтропичните или тропическите влажни планински гори и субтропичен или тропическите сухи храсти.